# FIBA Europe Cup 2019/20
Die Saison 2019/20 war die 5. Spielzeit des von der FIBA Europa ausgetragenen FIBA Europe Cup, dem Nachfolger der EuroChallenge. Der Wettbewerb wurde am 12. März 2020 nach den Viertelfinalspielen aufgrund der COVID-19-Pandemie zunächst auf unbestimmte Zeit ausgesetzt und am 15. Juni 2020 endgültig abgebrochen.

## Modus
32 Mannschaften der ersten Gruppenphase treten in acht Gruppen (A–H) mit je vier Mannschaften in einem Rundenturnier (englisch Round Robin) mit Hin- und Rückspiel gegeneinander an. Die beiden besten Teams jeder Gruppe qualifizieren sich für die zweite Gruppenphase.
In der zweiten Gruppenphase wird in vier Gruppen mit je vier Mannschaften ein weiteres Rundenturnier mit Hin- und Rückspiel ausgetragen. Von diesen 16 Teilnehmern qualifizieren sich die acht Gruppensieger und Gruppenzweiten für das Viertelfinale, ab dem im K.-o.-System weitergespielt wurde.
Gespielt wird im K.-o.-System, es zählt die Addition der Ergebnisse von Hin- und Rückspiel. Folgerichtig wird daher im Hinspiel ein unentschiedenes Spielergebnis, was nur als Zwischenergebnis dient, möglich und erst ein unentschiedenes Ergebnis nach Addition beider Spielergebnisse macht im Rückspiel eine Verlängerung zur Ermittlung eines Siegers erforderlich. Dieser Modus wird bis zu den Finalspielen zur Ermittlung des Titelgewinners durchgehalten.

## Qualifikation
Die Qualifikationsrunde wurde in Hin- und Rückspiel ausgetragen und startete mit dem Hinspielam 2., worauf am 9. Oktober 2019 das Rückspiel erfolgte.
|                  | Gesamt  |                          | Hinspiel | Rückspiel    |
| ---------------- | ------- | ------------------------ | -------- | ------------ |
| Tartu Rock       | 165:171 | Kataja Basket Club       | 78:072   | 87:099       |
| BC Beroe         | 172:179 | Zorg en Zekerheid Leiden | 86:071   | 86:108 n. V. |
| Borisfen Mogilew | 147:182 | BK Dnipro                | 76:101   | 71:081       |
| Borås Basket     | 128:155 | Karşıyaka SK             | 70:077   | 58:078       |
| KB Rahoveci      | 120:189 | Universitatea Cluj       | 73:098   | 47:091       |

## Erste Gruppenphase
Die Spiele der ersten Gruppenphase fanden zwischen dem 23. Oktober und dem 27. November 2019 statt. Für die Gruppenplatzierungen waren bei Mannschaften mit gleicher Anzahl von Siegen nicht das gesamte Korbpunktverhältnis, sondern nur das addierte Ergebnis im direkten Vergleich der Mannschaften untereinander entscheidend.

### Gruppe A
| Klub                        | Sp | S | N | P+  | P-  |
| --------------------------- | -- | - | - | --- | --- |
| 1. Benfica Lissabon         | 6  | 5 | 1 | 517 | 489 |
| 2. Zorg en Zekerheid Leiden | 6  | 4 | 2 | 533 | 503 |
| 3. BK Inter Bratislava      | 6  | 2 | 4 | 486 | 520 |
| 4. PVSK Panthers            | 6  | 1 | 5 | 514 | 538 |

### Gruppe B
| Klub                  | Sp | S | N | P+  | P-  |
| --------------------- | -- | - | - | --- | --- |
| 1. Ironi Nes Ziona BC | 6  | 6 | 0 | 460 | 405 |
| 2. Landstede Hammers  | 6  | 3 | 3 | 530 | 477 |
| 3. Keravnos Strovolou | 6  | 2 | 4 | 464 | 491 |
| 4. Kapfenberg Bulls   | 6  | 1 | 5 | 362 | 443 |

### Gruppe C
| Klub             | Sp | S | N | P+  | P-  |
| ---------------- | -- | - | - | --- | --- |
| 1. BK Ventspils  | 6  | 6 | 0 | 602 | 439 |
| 2. Medi Bayreuth | 6  | 4 | 2 | 542 | 472 |
| 3. KB Prishtina  | 6  | 2 | 4 | 513 | 570 |
| 4. APOEL Nikosia | 6  | 0 | 6 | 416 | 592 |

### Gruppe D
| Klub                    | Sp | S | N | P+  | P-  |
| ----------------------- | -- | - | - | --- | --- |
| 1. Bahçeşehir Basketbol | 6  | 5 | 1 | 472 | 430 |
| 2. CSM U Oradea         | 6  | 4 | 2 | 461 | 456 |
| 3. Fribourg Olympic     | 6  | 2 | 4 | 428 | 466 |
| 4. CSU Sibiu            | 6  | 1 | 5 | 472 | 481 |

### Gruppe E
| Klub                   | Sp | S | N | P+  | P-  |
| ---------------------- | -- | - | - | --- | --- |
| 1. Karşıyaka SK        | 6  | 5 | 1 | 496 | 410 |
| 2. Spirou BC Charleroi | 6  | 3 | 3 | 473 | 467 |
| 3. Donar Groningen     | 6  | 2 | 4 | 386 | 454 |
| 4. Phoenix Brüssel     | 6  | 2 | 4 | 468 | 492 |

### Gruppe F
| Klub            | Sp | S | N | P+  | P-  |
| --------------- | -- | - | - | --- | --- |
| 1. Kiew-Basket  | 6  | 4 | 2 | 506 | 492 |
| 2. Zmoki Minsk  | 6  | 3 | 3 | 511 | 500 |
| 3. Lewski Sofia | 6  | 3 | 3 | 453 | 453 |
| 4. BK Dnipro    | 6  | 2 | 4 | 497 | 522 |

### Gruppe G
| Klub                       | Sp | S | N | P+  | P-  |
| -------------------------- | -- | - | - | --- | --- |
| 1. Universitatea Cluj      | 6  | 5 | 1 | 533 | 490 |
| 2. BK Jenissei Krasnojarsk | 6  | 4 | 2 | 535 | 478 |
| 3. Balkan Botewgrad        | 6  | 2 | 4 | 480 | 524 |
| 4. Södertälje Kings        | 6  | 1 | 5 | 479 | 535 |

### Gruppe H
| Klub                  | Sp | S | N | P+  | P-  |
| --------------------- | -- | - | - | --- | --- |
| 1. Bakken Bears       | 6  | 5 | 1 | 502 | 476 |
| 2. Egis Körmend       | 6  | 4 | 2 | 491 | 465 |
| 3. Kataja Basket Club | 6  | 2 | 4 | 489 | 537 |
| 4. Legia Warschau     | 6  | 1 | 5 | 476 | 480 |

## Zweite Gruppenphase
Die Spiele der zweiten Gruppenphase fanden zwischen dem 11. Dezember 2019 und dem 5. Februar 2020 statt. Für die Gruppenplatzierungen waren bei Mannschaften mit gleicher Anzahl von Siegen nicht das gesamte Korbpunktverhältnis, sondern nur das addierte Ergebnis im direkten Vergleich der Mannschaften untereinander entscheidend.

### Gruppe I
| Klub                   | Sp | S | N | P+  | P-  |
| ---------------------- | -- | - | - | --- | --- |
| 1. Medi Bayreuth       | 6  | 5 | 1 | 581 | 526 |
| 2. Bakken Bears        | 6  | 4 | 2 | 542 | 527 |
| 3. Benfica Lissabon    | 6  | 3 | 3 | 494 | 494 |
| 4. Spirou BC Charleroi | 6  | 0 | 6 | 484 | 554 |

### Gruppe J
| Klub                  | Sp | S | N | P+  | P-  |
| --------------------- | -- | - | - | --- | --- |
| 1. Zmoki Minsk        | 6  | 4 | 2 | 481 | 446 |
| 2. Universitatea Cluj | 6  | 4 | 2 | 474 | 460 |
| 3. Ironi Nes Ziona BC | 6  | 2 | 4 | 476 | 501 |
| 4. CSM U Oradea       | 6  | 2 | 4 | 454 | 478 |

### Gruppe K
| Klub                 | Sp | S | N | P+  | P-  |
| -------------------- | -- | - | - | --- | --- |
| 1. BK Ventspils      | 6  | 5 | 1 | 558 | 479 |
| 2. Kiew-Basket       | 6  | 4 | 2 | 481 | 484 |
| 3. Egis Körmend      | 6  | 3 | 3 | 512 | 516 |
| 4. Landstede Hammers | 6  | 0 | 6 | 475 | 547 |

### Gruppe L
| Klub                        | Sp | S | N | P+  | P-  |
| --------------------------- | -- | - | - | --- | --- |
| 1. Karşıyaka SK             | 6  | 6 | 0 | 594 | 421 |
| 2. Bahçeşehir Basketbol     | 6  | 3 | 3 | 508 | 554 |
| 3. BK Jenissei Krasnojarsk  | 6  | 2 | 4 | 526 | 547 |
| 4. Zorg en Zekerheid Leiden | 6  | 1 | 5 | 472 | 578 |

## K.-o.-Phase
Die Spiele dieser Phase begannen am 4. März mit dem Viertelfinal-Hinspiel. Nach den Viertelfinal-Rückspielen wurde der weitere Wettbewerb aufgrund der COVID-19-Pandemie ausgesetzt um im Juni dann endgültig abgebrochen.

### Viertelfinale
Ab dem Viertelfinale wurde im K.-o.-System in Hin- und Rückspiel weitergespielt. Die Hinspiele fanden am 4., die Rückspiele am 11. März 2020 statt.
|                      | Gesamt  |               | Hinspiel | Rückspiel |
| -------------------- | ------- | ------------- | -------- | --------- |
| Bahçeşehir Basketbol | 190:167 | BK Ventspils  | 78:77    | 112:90    |
| Bakken Bears         | 172:153 | Zmoki Minsk   | 79:66    | 93:87     |
| Kiew-Basket          | 138:177 | Karşıyaka SK  | 71:89    | 67:88     |
| Universitatea Cluj   | 170:182 | Medi Bayreuth | 83:82    | 87:100    |

### Halbfinale
Die Hinspiele waren für den 25. März, die Rückspiele für den 1. April 2020 angesetzt.
|                      | Gesamt |              | Hinspiel | Rückspiel |
| -------------------- | ------ | ------------ | -------- | --------- |
| Bahçeşehir Basketbol | --:--  | Bakken Bears | --:--    | --:--     |
| Medi Bayreuth        | --:--  | Karşıyaka SK | --:--    | --:--     |

### Finale
Das Hinspiel sollte am 22., das Rückspiel am 29. April 2020 stattfinden.
|            | Gesamt |            | Hinspiel | Rückspiel |
| ---------- | ------ | ---------- | -------- | --------- |
| Sieger HF1 | --:--  | Sieger HF2 | --:--    | --:--     |